# Johannes Höchst
Johannes Höchst (* 29. Januar 1798 in Obertiefenbach im Landkreis Limburg-Weilburg; † 16. Februar 1872 ebenda) war ein deutscher Bürgermeister und Mitglied des Provinziallandtages der Provinz Hessen-Nassau.

## Leben
Johannes Höchst war ein Sohn des Bürgermeisters (Schultheiß) Johann Höchst (1770–1827) und dessen Ehefrau Maria Katharina Schot (1758–1827).
Er betrieb in seinem Heimatort eine Landwirtschaft und war hier – wie bereits sein Vater – Schultheiß (später: Bürgermeister).
Aus der Gruppe der Grundbesitzer im Wahlkreis Weilburg wurde er am 29. März 1836 als Nachfolger von Peter Thönges in die Deputiertenkammer des Nassauischen Kommunallandtags gewählt. Dieses Amt übte er bis zum Jahr 1848 aus.
Die Gruppe der Grundbesitzer aus dem Wahlkreis III Limburg bestimmte ihn 1852 zum Mitglied der Ersten Kammer des Landtags des Herzogtums Nassau. Im Jahr 1863 schied er aus und wurde 1864 als Nachfolger von Johann Bellinger für den Wahlkreis VI Hadamar Mitglied der Zweiten Kammer des Landtags Nassau. 
Am 9. Februar 1819 hatte er in Obertiefenbach Franziska Orth (1794–1862) geheiratet. Aus der Ehe stammte der Sohn Georg, der später die väterliche Landwirtschaft übernahm und ebenfalls Abgeordneter wurde. Johannes Höchst wohnte im Haus Nummer 187 (heute Hauptstraße 24) in Obertiefenbach.